# 일본군 피진 중국어
일본군 피진 중국어(日本軍 pidgin 中國語, 일본어: 兵隊シナ語 헤타이 시나고[*])는 청일전쟁 발발후에 일본육군이 중국인들과 접촉하면서 사용한 피진이다. 전쟁 중 중국인들과의 커뮤니케이션 필요성에 의해 생겨난 임시언어로 2차대전 종결과 함께 사라졌으나, 일부단어는 속어로 남아 쓰이고 있다.
헤타이 시나고(兵隊シナ語)의 시나라는 말이 차별적 뉘앙스를 띈다는 지적에 따라 헤타이 츄고쿠고(兵隊中国語)라고도 한다.

## 형식
단어는 중국어에서 유래하나, 일부는 중국어와 관계없는 단어도 있다. 이는 일본군인들이 잘못들은 단어를 옮긴 경우등으로 추측된다.
중국인과의 회화에 사용되었으나, 일부는 "내가 중국전선에서 잔뼈가 굵었다"라는 과시목적으로 일본군끼리 선임병이 쓰는 일도 있었다.

## 주요 단어 및 용례
일본군 피진 중국어는 같은 용언을 두번 반복하는 경우가 많다.

### 중국어 기원으로 추정되는 단어
(※특별한 지역명이 없는 것은 베이징어 발음이 표준임.)
- 死了 스-라[*](죽음) 보통 스-라 스-라와 같이 같은 용어를 반복한다.
- 明白 밈빠이[*](알아들었다는 뜻)
- 進上 신죠[*](물건을 주다,또는 물건을 달라는 의미)

その鶏、進上、進上せえ。 소노토리 신죠 신죠세요[*] 그 닭좀 줘.

- 大人 타이징[*](장교에 대한 호칭)
- 先生 시-상[*] 부사관 및 병에 대한 호칭 (상하이)
- 謝々 시에시에[*](고맙다,감사하다)
- 多々的 타-타-데[*](많음,많은 것)
- 少々的 쇼-쇼-데[*](적은 것)(상하이~후켄 지역)
- 辛苦 しんく[*](힘든 일, 괴로운 것)
- 快々的 카이카이데-[*](쾌적한 일,즐거운 일)

もっと かいかいでーに歩け 못토카이카이데-니이케[*] 좀 즐겁게 좀 가자구.

- 慢々的 맘만데[*] (느긋한 것, 일이 잘 진척되지 않는 모양)
- 頂好 텐호[*](최고로 좋은 것)(상하이 또는 광둥)
- 頂好の甲 텐호노코오[*] (끝내주게 좋은 것)

ここの部隊の給与は頂好の甲だ 고노 부타이노 큐요와 텐호노코오다[*] 이 부대 급여는 끝내주게 좋군.

- 姑娘 くーにゃん[*] (젊은 여자,아가씨)
- 没法子 메-화-즈[*] (아무래도 안됨,방법없음)
- 要 야오[*] (필요함)

タバコは やおか？ ぷやお？ 다바코와 야오까? 뿌야오?[*] 담배 필요해? 필요없어?

- 不要 뿌야오[*] (필요없음)

班長殿、週番下士殿に連絡しますか？ いや、ぷやお、ぷやおだろう 반쬬도노, 슈한카시도노니 렌라쿠시마스까? 이야 뿌야오다로.[*] 반장님, 주번하사에게 연락할까요? 아니 됐어. 필요없을걸.

- 再見 사이찌엥[*] 안녕(작별인사)
- 請座 찐자[*] (앉으세요)
- 知道 찌도[*] (알고 있다)(둥베이 지방 또는 상하이 이남)
- 不知道 뿌찌도[*] (모른다)(둥베이 지방 또는 상하이 이남)
- 没有 메이요[*] (없음)
- 酒 쮸[*] (술. 특히 중국의 지방술을 쨩쮸-라고 했음)
- 儞 니이[*] (중국인을 가리킴) 코오(公)를 붙여 니-코-라고도 하거나, 호칭접미사 양(やん)을 붙여 니-양이라고 하기도 했다.
- 憂愁的 유-쯔-데[*] (의기소침,침울해짐,우울함)(상하이~후켄)
- 睡覚 스이죠-[*](잠)(둥베이 지방)
- 老頭児 로-토-루[*] (노인 또는 노병을 뜻함)
- 不好 후-하오[*] (안됨)

この靴はもう、ぷーはお だ。 고노 구쯔와 모 푸-하오다[*] 이 구두는 이미 똥구두야.

- 労駕・老駕 로-쟈[*] (수고했음)
- 苦力 쿠-리-[*] (중국인 노동자,노역자)
- 完了 완라[*] (끝남,죽음)

この戦争は早く、わんらにならんかなあ 고노 센소와 하야쿠 완라니 나란카나아.[*] 이 전쟁 빨리 안끝나나.

- 很好 헨하오[*] (최고로 좋음)
- 小孩 쇼-하이[*] (어린이 애들)

うちの子と同じ年くらいの、可愛い、しょうはいじゃ  우치노 코토 오나지토시쿠라이노 가와이 쇼-하이쟈.[*] 우리집 애기하고 비슷한 나이의 귀여운 아이군.

- 好々的(はおはおでー 또는 ハオハオデー) 하오하오데-[*] (그거 좋네 괜찮데)

ハオハオデー な クーニャン がいるぜ。 하오하오데-나 쿠냥가 이루제[*] 야아 괜찮은데. 저기 영계가 있군.

- 不够本 또는 不殼本(ぽこぺん 또는 ポコペン) 포코펜[*] (모자라, 시시해, 안 돼, 에비）

### 기타
- サイコサイコ 사이코사이코[*] (성교를 나타냄. 일본어: 最高 사이코[*] 유래로 추정.)
- カエロカエロデー 가에로가에로데-[*] (일본귀국을 나타냄.)

ああ、早くカエロカエロデー'にならんかなあ。 아 빨리 일본에 갈 수 없나.

## 같이 보기
- 협화어
- 피진